# Вакуумное соединение
Вакуумное соединение — узел, служащий для герметизации вакуумной системы, объединения её элементов а также подключения (ввода) в неё электрических или механических устройств. Служащие для создания вакуумных соединений элементы образуют вакуумную арматуру.
Вакуумные соединения выполняются разборными и неразборными. Неразборные соединения осуществляются сваркой и пайкой. Разборные соединения включают уплотнительные элементы из резины, фторопласта, мягких металлов.
Разборные типы вакуумных соединений включают фланцевое с торцевым уплотнением, вакуумный грибок (для герметизации  вакуумных вводов диаметром до 30 мм), для подвижных соединений — сильфоны, сальники.